# Sykesova–Picotova dohoda

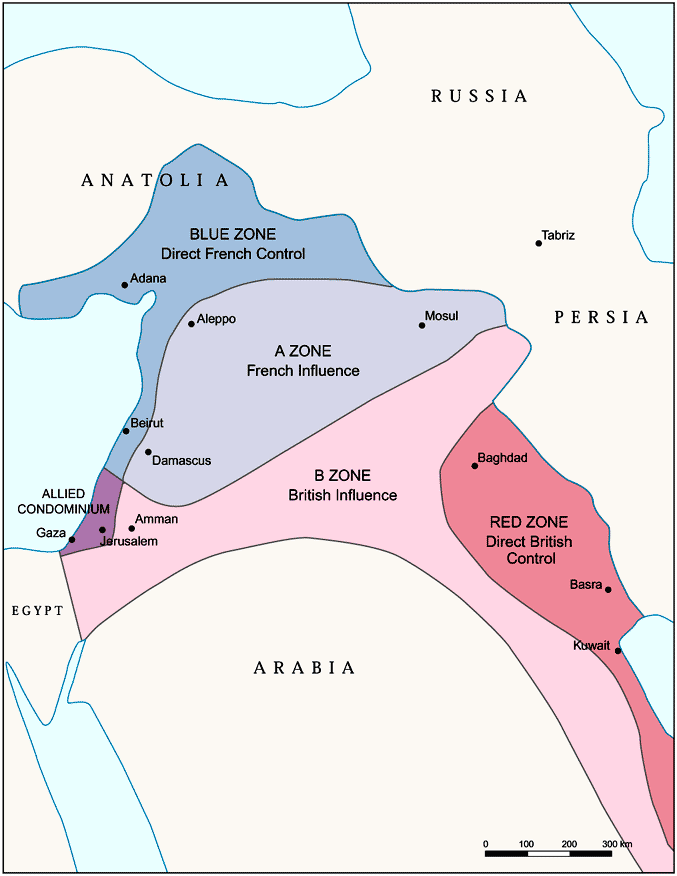
Sféry vlivu Velké Británie (červeně) a Francie (modře) ustavené dohodou

Sykesova–Picotova dohoda, oficiálně nazvaná Maloasijská dohoda, byla tajná smlouva mezi Francií, Velkou Británií uzavřená se souhlasem Ruské říše. Dohoda navrhovala budoucí sféry vlivu v jihozápadní Asii. Smlouva byla založena na předpokladu, že země, které podepsaly Trojdohodu v roce 1907, porazí v průběhu první světové války Osmanskou říši. Jednání o smlouvě probíhala mezi listopadem 1915 a březnem 1916 a byla podepsána 16. května 1916, aniž se zvažovalo případné pověření ve formě mandátu od budoucí Společnosti národů. Na veřejnost se dostala po otištění v ruských Izvěstijích a Pravdě 23. listopadu 1917 a v britském Guardianu 26. listopadu 1917.
Vzhledem k současnému vývoji situace v tomto regionu je smlouva často zmiňována.
Velké Británii byla svěřena kontrola nad pobřežním pásem mezi Středozemním mořem a řekou Jordán, Jordánskem, jižním Irákem a menšími oblastmi kolem přístavů Haifa a Akko kvůli přístupu k moři. Francii byla svěřena kontrola nad jihovýchodní částí Turecka, Sýrií a Libanonem. Rusko mělo dostat Istanbul, turecké úžiny a Arménii. Mocnosti měly volnou ruku při vytyčování hranic jednotlivých států v této oblasti. Předpokládalo se, že proběhnou další konzultace o nevyřešených otázkách s Ruskem a jinými účastníky včetně šarífem z Mekky Husajnem bin Alím.
Po porážce v roce 1918 a následném rozpadu Osmanské říše smlouva efektivně rozdělila Osmanské arabské provincie kromě Arabského poloostrova na oblasti britského a francouzského vlivu. Pro Palestinu byla navržena „mezinárodní správa“. Britové nad ní získali úplnou kontrolu v roce 1920 a jako Mandátní Palestinu ji ovládali až do roku 1948. V letech 1920–1932 také ovládali Mandátní Irák. Francouzský mandát nad Sýrií a Libanonem trval v letech 1923–1946. Tyto podmínky byly vyjednány dvěma diplomaty, za Francii François Georges-Picotem a za Velkou Británii Sirem Markem Sykesem. Vlastní dohodu ovšem podepsali ministři zahraničí, za Velkou Británii Edward Grey a za Francii Paul Cambon. Ruská carská vláda byla minoritním účastníkem této dohody a když byla po Říjnové revoluci tato dohoda uveřejněna, byli „Britové rozpačití, Arabi ohromení a Turci potěšení“.
Smlouva bývá považována za zlomový bod vztahů mezi Západem a Araby. Popřela britské sliby, kdy vláda prostřednictvím plukovníka T. E. Lawrence (´Lawrence z Arábie´) přislíbila Arabům jejich národní stát v oblasti Velké Sýrie jako odměnu za jejich boj po boku britských sil proti Osmanské říši. V poslední době se objevily argumenty, že geopolitická architektura oblasti založená na Sykesově–Picotově dohodě vyhořela v červenci 2014 spolu s relativní ochranou náboženských a národnostních menšin na Středním Východě. Islámský stát v Iráku a Levantě (ISIL) považuje za jeden z cílů svého boje zrušení důsledků této smlouvy.

## Podrobnější obsah dohody
Smlouva navazovala na předchozí tzv. Konstantinopolské dohody uzavřené v březnu 1915 a následná jednání z dubna 1916. V době finálního francouzsko-britského vyjednávání paralelně v Petrohradě diskutoval francouzský velvyslanec Paléologue s ruským ministrem zahraničí Sazonovem o Malé Asii. K této rusko-francouzské dohodě došlo 16. dubna 1916, kdy Rusko mělo získat prostor kolem Úžin Bospor a Dardanely, a také vilájety Erzerum, Trabzon, Bitlis, Van a část Kurdistánu (tedy oblasti v severovýchodní Anatolii), Francie pak měla obdržet právo na Kilíkii, regiony na jih od Sivasu a Diyarbakiru a horní Mezopotámii.
V rámci francouzsko-britského jednání došlo k uzavření dohody, která Francii přiznávala přímo syrské (od Tyru po Alexandrettu) a libanonské pobřeží. Sféru vlivu pak měla mít ve vnitrozemské Sýrii, severní Mezopotámii a jižní části anatolských oblastí až po Sivas a Diyarbakir.
Velké Británii bylo přiděleno území střední a jižní Mezopotámie s Basrou, Bagdádem a ústím řek Eufrat a Tigris, za sféru vlivu pak měla získat Jordánsko.
Na správě Palestiny se měly obě velmoci podílet společnými silami a mezi sférami vlivu měl vzniknout blíže nedefinovaný „arabský stát“, pod dohledem obou signatářů s přednostním právem získávání koncesí a poskytování půjček.
Přestože Francie neprosadila kompletně svůj záměr, totiž získání celé Velké Sýrie, tak byla tato dohoda pro ni velmi lukrativní. Následně byla podpisem dohody ze St. Jean de Maurienne z dubna 1917, přislíbena Itálii možná anexe jihozápadní části Malé Asie, tedy jižní části Anatolie až po Sivas a Diyarbakır. Tak se Sykesova–Picotova dohoda zkompletovala o „zelenou“ italskou zónu. Fakticky ovšem byla dohoda v protikladu s britskými sliby Arabům, které se Spojenci snažili získat k účasti na protitureckém povstání.
Po Říjnové revoluci byl obsah dohody vyzrazen poté, co Lev Davidovič Trockij zveřejnil tajné smlouvy carského Ruska, čímž došlo k diskreditaci signatářských zemí. Znamenalo to pobouření Arabů a šeríf Hussajn ibn Alí al-Hášimí chtěl po Londýnu, aby Britové podali vysvětlení. Ministr zahraničí Lord Arthur Balfour jej ubezpečil, že dané dohody jsou falešné. V další deklaraci ze 16. června 1918 se Anglie zavázala poskytnout svobodu automaticky všem oblastem, které vymaní z područí nesvobody hidžázská armáda a na celém ostatním území a pak bude respektovat zásady souhlasu obyvatelstva s formou vlády, tak jak to definovalo Čtrnáct Wilsonových bodů.

## Diskuze Britů a sionistů
O sionismu se poprvé diskutovalo na vládní úrovni 9. listopadu 1914, čtyři dny po vyhlášení války Osmanské říši. Tehdejší ministr financí David Lloyd George se zmínil „o budoucím osudu Palestiny“. Jeho právní kancelář Lloyd George, Roberts and Co již celou dekádu zpracovávala pro Federaci sionistů Velké Británii a Irska plán na zřízení židovské domoviny v Ugandě. V debatě po jednání ujistil LLoyd George prezidenta místní sionistické rady Herberta Samuela, že „by se mu zamlouvalo zřídit židovský stát v Palestině“. Samuel potom tuto myšlenku rozvinul šířeji v rozhovoru s ministrem zahraničí Edwardem Greyem. Mluvil o touze vytvořit v Palestině židovský stát a o jeho postavení v rámci Britského impéria. Ve svých pamětech píše: „Zdůraznil jsem dvě zásadní věci – že stát bude neutrální, protože nebude dost velký na to, aby se ubránil sám, a že zaručí volný přístup všem křesťanským poutníkům. Také jsem tvrdil, že bude výhodné, když Francie anektuje zbytek Sýrie, protože pro nový stát bude určitě lepší, když bude mít za souseda evropskou mocnost než Turka“. Ještě téhož večera ministerský předseda Herbert Henry Asquith se svém projevu prohlásil, že cílem války bude rozdělení Osmanské říše na jednotlivé části. „Je to vláda Osmanské říše a ne my, kdo zazvonil umíráčkem osmanské nadvládě nejen nad Evropou, ale i nad Asií.“
Po projednání s Lloydem Georgem a Chajimem Weizmannem předložil v lednu 1915 Samuel kabinetu sionistické memorandum nazvané Budoucnost Palestiny. 5. února 1915 měl Samuel další rozpravu s Greyem: „Když jsem se ho ptal na jeho řešení, řekl, že by bylo možné vyhlásit neutralitu země s mezinárodními zárukami...a svěřit vládu země nějaké Radě zřízené Židy.“ Po dalším projednání s Lloydem Georgem a Greyem koloval revidovaný text vládou a oficiálně byl projednán 13. března 1915.
Sionismus a židovská otázka nebyly ale obsaženy ve zprávě De Bunsenovy komise předložené v červnu 1915, která měla určovat britskou válečnou politiku vůči Osmanské říši.
V memorandu z 12. ledna 1916 náčelník námořní rozvědky William Reginald Hall kritizuje návrh smlouvy s tím, že „Židé tam mají silný vliv a existuje velký politický zájem o budoucnost země...a že by měla být také brána v úvahu britská kontrola všech železnic v Palestině ve vztahu k Egyptu.“
Před odjezdem na setkání s ruským ministrem zahraničí Sergejem Dmitrijevičem Sazonovem v Petrohradě, které se konalo 27. února 1916, si Sykes pročetl Samuelovo memorandum, uložil jej do paměti a dokument prozíravě zničil. Navrhl také Samuelovi, že kdyby se Belgie uvolila převzít správu Palestiny, bylo by to pro Francii stravitelnější než mezinárodní správa, kterou sice Francie akceptovala, ale sionisté nikoliv. Na téma stanovení hranic na mapě přiložené k memorandu napsal:
„Vyjma Hebronu a východního břehu Jordánu není s muslimy o čem diskutovat, protože pro ně existuje jediná skutečně důležitá věc a to Omarova mešita v Jeruzalémě a tím také skončí jakýkoliv kontakt s beduíny, kteří kromě obchodních cest nikdy nepřekročí řeku. Představuji si, že základním cílem sionismu bude zřízení fungujícího národního státu než rozšiřování jeho hranic. Až se vrátím, dám vědět, jak na to nahlížejí v Petrohradě.“

## Protichůdné sliby
George Curzon zastával názor, že velmoci by se stále měly řídit smlouvou Reglement Organique, která byla uzavřena na ochranu jednotlivých maronitských, ortodoxních, drúzských a muslimských komunit v Bejrútském vilájetu (byla podepsaná v červnu 1861 a znovu v září 1864) a která by nebyla kompatibilní s právy Francie v přidělené tmavěmodré zóně podle Sykesovy–Picotovy smlouvy.
V květnu 1915 napsal William Ormsby-Gore, britský důstojník a politik (který mimochodem konvertoval k judaismu):
„Francouzské plány v Sýrii jsou naprosto neslučitelné s poválečnými cíli spojenců tak, jak je předložili ruské vládě. Pokud má být základem princip sebeurčení národů, tak zásahy Francouzů do výběru poradců pro ustavení Arabské samosprávy a jejich náznaky emírům, aby se rozlišovalo mezi Araby v Mosulu, Aleppu nebo Damašku, jsou naprosto neslučitelné s naší myšlenkou osvobození celého arabského národa a vytvoření svobodného a nezávislého Arabského státu. Britská vláda autorizovala dopisy, které ještě před vypuknutím arabského povstání proti Osmanské říši prostřednictvím Sira Henry McMahona poslala šerifovi z Mekky (pozdějšímu králi Hussajnovi). Nyní vznikají pochybnosti, jestli sliby v nich obsažené, jsou v souladu s záměry Francouzů vytvořit ze Sýrie a Horní Mezopotámie nový Tunis. Pokud naše podpora králi Hussajnovi a ostatním nižším arabským náčelníkům má něco znamenat, měli bychom být připraveni uznat plnou suverenitu všech Arabů v Arábii a Sýrii. Bylo by na čase detailně seznámit Francouze s našimi sliby králi Hussajnovi a dát jim jasně najevo, že později on nebo možná i někdo jiný bude vládnout Damašku, což je jediné možné hlavní město Arabského státu, odkud se dá vynutit poslušnost ostatních arabských emírů.“
V mnoha zdrojích se tvrdí, že Sykesova–Picotova dohoda byla v rozporu s korespondencí Hussajn-McMahon z let 1915–16 a že její zveřejnění v listopadu 1917 způsobilo rezignaci Sira Henry McMahona. Dohoda sama o sobě popisovala, že Francie a Velká Británie byly připraveny uznat a ochraňovat nezávislý Arabský stát, nebo nějakou Konfederaci arabských států rozkládajících se v zónách A a B (viz mapa) pod vládou nějakého arabského vůdce. A také nic v ní nebránilo arabské vládě v ostatních oblastech. Konflikty, které vznikly následně až těsně po válce, způsobila Anglo-francouzská dohoda z 1. až 4. prosince 1918 podepsaná britským ministerským předsedou Lloydem Georgem a francouzským ministerským předsedou Georges Clemenceaum, která zneplatnila mnoho záruk smlouvy Husajn-McMahon a která nebyla součástí Sykesovy–Picotovy dohody. Sykes sice nespolupracoval s úřadem v Káhiře, který byl ve styku s Hussajnem, ale Picot i Sykes diskutovali s Hussajnem při jejich návštěvě Hidžázu v roce 1917. Ve stejném roce on a zástupci francouzského ministerstva zahraničí předali v Paříži memorandum Ústřednímu Syrskému kongresu všech ne-tureckých národů (včetně svobodného Jeruzaléma) z celé Osmanské říše. V něm se konstatovalo, že po osvobození Hidžázu je téměř nemožné, aby byla odepřena reálná a účinná autonomie také Sýrii.
Největší příčinou konfliktu ovšem byla Balfourova deklarace, což byl dopis britského ministra zahraničí Lorda Arthur Balfoura, jehož adresátem byl Lionel Walter Rothschild, druhý baron Rothschild, vůdce britské židovské komunity. V něm se mimo jiné praví:
„Vláda jeho Veličenstva pohlíží příznivě na zřízení národní domoviny židovského lidu v Palestině a vynasnaží se, aby tohoto cíle bylo dosaženo, přičemž se jasně rozumí, že nebude učiněno nic, co by mohlo poškodit občanská a náboženská práva nežidovských společenství v Palestině nebo práva a politické postavení Židů v jakékoliv zemi.“
V průběhu Pařížská mírová konference vydal Balfour memorandum, v němž se praví, že: „...doslovné splnění všech spojeneckých závazků je nemožné, protože zčásti jsou navzájem neslučitelná a zčásti jsou neslučitelná se skutečností...“ I když z jeho hlediska Spojenci popřeli Sykesovu–Picotovu dohodu už přijetím systému Mandátních území vyhlášených Společností národů, který vylučoval jakoukoliv anexi území, obchodní preference nebo jiné výhody. Balfour prohlásil, že „Velká spojenecká čtyřka je věrná myšlence sionismu. A sionismus je, ať už je to správné nebo chybné, dobré nebo špatné, zakotven v odvěkých tradicích, v současných potřebách i v budoucích nadějích. Má mnohem hlubší význam, než jsou tužby a předsudky 700,000 Arabů, kteří teď obývají tuto prastarou zemi.“
O osmdesát čtyři let později, v roce 2002, v interview pro New Statesman poznamenal britský ministr zahraničí Jack Straw: „Mnoho problémů, se kterými se teď musíme potýkat, jsou následky naší koloniální minulosti... Balfourova deklarace a protichůdné záruky, které byly tehdy slíbeny Palestincům, byly ve stejnou dobu mezi čtyřma očima přislíbeny Izraelcům. Jsou to důležité úseky dějin, na které nemůžeme být zrovna pyšní.“

## Zveřejnění Sykesovy–Picotovy dohody
Ruské požadavky vůči Osmanské říši popřeli po bolševici hned po vypuknutí Ruské revoluce (1917) a ihned zveřejnili (kromě jiných tajných smluv) i Sykesovu–Picotovu dohodu. Plný text dohody byl otištěn v ruských Izvěstijích a Pravdě 23. listopadu 1917 a poté v britském Guardianu 26. listopadu 1917. Způsobilo to značné rozpaky mezi spojenci a začala narůstat nedůvěra mezi nimi a Araby. Také byli znepokojeni sionisté, protože k prozrazení došlo jen tři týdny po zveřejnění Balfourovy deklarace.
Anglo-francouzská deklarace z listopadu 1918 slibovala, že Velká Británie a Francie „budou pomáhat při ustavení místních vlád a úřadů v Sýrii a Mezopotámii“ tím, že „zřídí národní vlády, jejichž autorita bude odvozena ze svobodné iniciativy a vůle místního lidu.“ Francouzi s vyhlášením této deklarace po mírném britském nátlaku zdráhavě souhlasili. Zápisy z jednání Britského válečného kabinetu však odhalují, že Britové raději použili vojenské termíny jako třeba dobytí a okupace, aby se vyhnuli společné civilní správě s Francouzi. Brity ale tížilo, že články deklarace nahrazovaly podmínky Sykesovy–Picotovy dohody proto, aby ospravedlnily právě probíhající jednání o teritoriálním rozdělení Sýrie, Mezopotámie a Palestiny.
30. září 1918 vyhlásili v Damašku účastníci arabského povstání proti Osmanské říši vládu, která byla loyální šerifovi z Mekky Hussajnovi. Poté byl hrstkou náboženských vůdců a místních prominentů vyhlášen v Mekce ´Králem Arabů´ třetí Hussajnův syn Fajsal. Dne 6. ledna 1920 podepsal Fajsal s Clemenceauem smlouvu, která uznávala „práva Syřanů vytvořit samostatný národ, který si bude vládnout sám.“ 8. března 1920 pak Všesyrský kongres vyhlásil v Damašku suverénní Sýrii. Tento nový stát v sobě zahrnoval části Sýrie, Palestiny a Severní Mezopotámie a jeho králem byl vyhlášen král Fajsal I. Současně byl jeho bratr Princ Zeid prohlášen Mezopotámským regentem.
Narychlo byla proto na duben 1920 svolána konference do San Rema. Velká Británie, Francie a Belgie odsouhlasily provizorní uznání Sýrie a Mezopotámie, ale současně vyžadovaly tato mandátní území pod svou správu. Palestina byla složena ze sandžaku Akron, části sandžadku Balqa a Nezávislého sandžaku Jeruzalémského, což byly jihozápadní oblasti vilájetu Jižní Sýrie podle původní osmanské správy reorganizované v roce 1888. Podle tehdejšího mezinárodního zvykového práva by bylo předčasné uznání její samostatnosti hrubou urážkou vlády nově vyhlášeného mateřského státu. A díky neschopnosti Společnosti národů vyhlašovat jakékoliv sankce by to mohlo být považováno za nepřátelský akt. V každém případě nepadala nezávislost Palestiny v úvahu a zůstala stále mandátním území typu A.
Francie se rozhodla ujmout se přímé vlády nad Sýrií v rámci Francouzského mandátu Sýrie a Libanonu ještě dříve, než byly podmínky mandátu schváleny Valným shromážděním Společnosti národů. Francie dala králi Fajsalovi ultimátum a aniž by vyčkala na odpověď, zaútočila a v bitvě v Maysalunském průsmyku 24. července 1920 porazila syrskou armádu a následujícího dne obsadila Damašek. Sesadila domácí vládu a donutila krále Fajsala, aby v srpnu 1920 opustil Damašek. Velká Británie jmenovala jako vysokého komisaře pro Palestinu Herberta Samuela a zavedla ve svém mandátu režim také bez schválení Valným shromážděním Společnosti národů ai bez formální cese území od bývalého vládce oblasti Turecka. Pokusy, jak vysvětlit toto chování Spojenců byly předloženy na konferenci v San Remu a jsou obsaženy v Churchillově bílé knize z roku 1922, která vyčlenila Palestinu jako ´Syrské území ležící na západ od Damašku´.

## Zveřejnění tajných protokolů
Během jednání McMahon-Hussajn byl ministrem zahraničí Lord Grey. Ve své řeči ve Sněmovně Lordů 27. března 1923 prohlásil, že osobně měl vážné pochybnosti o platnosti interpretace britských příslibů, které musel on jako ministr zahraničí dát Hussajnovi v roce 1915. Vyzval také, aby byly zveřejněny veškeré závazky týkající se Palestiny.
Mnoho důležitých dokumentů z Národního archivu bylo později odtajněno a zveřejněno. Byla mezi nimi různá ujištění budoucí nezávislosti Arabů přislíbené ministrem války Lordem Kitchenerem a jinými členy Válečného kabinetu. V záznamu ze zasedání kabinetu 5. prosince 1918, kterému předsedal Lord Curzon, jasně vyplývá, že Palestina nebyla vyčleněna ze smlouvy s Hussajnem. Tohoto jednání se účastnili generál Jan Smuts, Lord Balfour, Lord Robert Cecil, náčelník Generálního štábu impéria generál Sir Henry Wilson a představitelé ostatních ministerstev. Jednání se také zúčastnil Thomas Edward Lawrence. Podle zápisu podal Lord Curzon toto vysvětlení:
„Když si seřadíme naše závazky, s Palestinou se to má takto: Nejprve jsme v říjnu 1915 dali slib Hussajnovi, že Palestina bude součástí oblasti, v které bude v budoucnu existovat nezávislý Arabský stát. Odsouhlasila to Francie, později i Itálie s tím, že nad Palestinou bude mezinárodní správa, což bylo také prokonzultováno i s naším tehdejším spojencem Ruskem. Do záležitosti se ovšem v listopadu 1917 vlomil se souhlasem Válečného kabinetu pan Balfour svou proslulou deklarací, že ´Palestina bude židovskou domovinou´, ale dál už se ve věci nic nedělo. A v tom byl ovšem kámen úrazu – že tím došlo k poškozování občanských a náboženských práv nežidovských komunit žijících na území Palestiny. A pokud vím, toto jsou v současnosti naše jediné závazky v Palestině.“

## Vysvětlení Lloyda George
Dne 20. března 1920 se v Paříži konala schůzka Velké čtyřky, které se účastnil Woodrow Wilson, Georges Clemenceau, Vittorio Emanuele Orlando a samozřejmě Lloyd George a Lord Balfour. Na ní Lloyd George vysvětlil britské stanovisko k Sykesově–Picotově dohodě.
Z něj plyne, že tmavěmodrá zóna, ve které bylo Francii „dovoleno vytvořit takovou formu přímé nebo nepřímé vlády, která by byla v souladu s tužbami Arabů“ neobsahovala podle britského názoru Damašek, Homs, Hamá a Aleppo. Ve světlemodré zóně A byla Francie „připravena uznat a dále podporovat nezávislý Arabský stát nebo nějakou konfederaci Arabských států.“
Mandátní systém Společnosti národů byl přijat až po uzavření Sykesovy–Picotovy dohody. Pokud měl být tento mandát uplatněn na tato území, Francie by tuto jeho část ignorovala. Lloyd George řekl, že Společnost národů nebyla schopna porušit podmínky britské smlouvy s Hussajnem. Řekl, že když se Francouzi pokusí obsadit Damašek, bude to hrubé porušení této smlouvy. Francouzský ministr zahraničí Stéphen Pichon odpověděl, že Francie žádnou smlouvu s Hussajnem nemá. Lloyd George ale prohlásil, že celá Sykesova–Picotova dohoda je vlastně založena na korespondenci McMahon-Hussajn, na základě které král Hussajn vyčlenil své síly, které pomohly Británii porazit Osmanskou říši v první světové válce. Francie z praktických důvodů tuto smlouvu mlčky akceptovala a stvrdila to vlastně podpisem Sykesovy–Picotovy dohody. Pokud by teď britská vláda souhlasila s přičleněním Damašku, Homsu, Hamá a Aleppa do francouzské sféry vlivu, bylo by to věrolomné nedodržení slibu Arabům a toto Británie rozhodně nemá v úmyslu.
Sykesova–Picotova dohoda, ve které Francie uznala arabskou nezávislost, byla podepsána až po dopisu Hussajnovi, ve kterém se píše: „Existuje plný soulad mezi britskou a francouzskou vládou, že jsou obě připraveny uznat a dále podporovat nezávislý Arabský stát nebo nějakou konfederaci Arabských států v zónách A a B na mapě přiložené ke smlouvě pod nadvládou nějakého Arabského vůdce.“ Tímto podle britské argumentace prakticky uznala britskou dohodu s Hussajnem, tudíž vyčlenění Damašku, Homsu, Hamá a Aleppa ze světlemodré zóny přímé francouzské vlády ukazuje, že tato města mají být zahrnuta do nezávislého Arabského státu. Pinchon odpověděl, že Francie nemůže být vázána pro ně neznámou smlouvou a že sice přislíbila, že uzná a bude podporovat „nezávislý Arabský stát nebo nějakou konfederaci Arabských států“, ale že to pro ni neznamená království Hidžáz a když už jim byl příslibem mandát nad Sýrií, mohou jednat pouze s Arabským státem nebo nějakou konfederaci Arabských států.

## Následky
Islámský stát v Iráku a Levantě (ISIL) považuje za jeden z hlavních cílů svého povstání vyrušit následky Sykesovy–Picotovy dohody. Ve videu nazvaném Konec Sykese-Picota varují džihádisté: „Toto není první hranice, kterou boříme, zrušíme i jiné hranice.“ Ve své řeči z července 2014 pronesené ve Velké mešitě al-Nuri v Mosulu vůdce ISIL Abu Bakr Baghdadi přísahal, že „náš posvátný pochod se nezastaví, dokud nezatlučeme poslední hřebík do rakve Sykesova–Picotova komplotu.“
Francouzsko-německý geograf Christophe Neff napsal, že geopolitické uspořádání založené na Sykesově–Picotově dohodě se rozpadlo v červenci 2014 a s ním i ochrana etnických a náboženských minorit na Středním Východě. Potvrdil také, že ISIL zásadně změnil geopolitickou strukturu Středního východu, hlavně Sýrie a Iráku. Bývalý francouzský ministerský předseda Dominique de Villepin publikoval podobnou geopolitckou analýzu v časopiseu Le Monde.